# Meló amb pernil
El meló amb pernil és un plat que es pren durant la primavera o l'estiu. Els ingredients principals són el meló i el pernil salat. La clau d'aquest plat consisteix en la combinació del gust dolç del meló amb el salat del pernil.
El seu origen pot raure en què, antigament, el meló es menjava amb sal i a l'inici de l'àpat. D'aquí que, el següent pas, possiblement fóra substituir la sal per un aliment salat.
Per a preparar-lo calen pocs ingredients però podem introduir diverses variants en la seva execució. Per exemple, hi ha qui fa boles amb la polpa del meló, d'altres el tallen en daus i els emboliquen amb els talls del pernil o, simplement, tallen el meló i el pernil en daus i ho barregen tot com si fos una amanida. Nogensmenys, la recepta més innovadora és aquella en què es fa un puré amb el meló i es col·loquen encenalls prims de pernil per damunt.
En tot cas el meló haurà de ser lleugerament dolç, lliure de llavors i fred per oferir un bon contrast amb el pernil. Es pot acompanyar amb un vi dolç o, fins i tot, amb un cava.